# 科田法
科田法（かでんほう）は朝鮮半島において高麗末期から朝鮮初期までに施行された土地制度。科田は収租権が個人に帰属する私田のうち、現職官僚と散官とを問わず官僚に与える土地のことで両班の経済基盤である科田を土地分配の中心とした制度。

## 歴史
高麗後期に田柴科が破綻し、田柴科の基本原則への回帰として恭譲王3年(1391年)に公布、施行された。ただ田柴科では官僚（退職官僚も含む）に全国にある田地（田畑）と柴地（燃料の採取のための林野）を支給したが、科田法では京畿道にある田地だけを支給した。
1392年に高麗王朝が滅亡し李氏朝鮮が成立するが科田法は引き継がれる。
1417年からは土地の不足で忠清道、全羅道、慶尚道も含めたが、国家の税入不足で1431年に再び京畿道に限定された。

1466年、支給される土地の不足で科田法は廃止され、現職官吏にだけ土地を支給する職田法を導入した。

## 内容
土地を収租権が個人に帰属する私田、国に帰属する公田に分けられた。私田には官僚に与える科田の他に、功臣に与える功臣田、地方官に与える外官職田、武官任用試験に合格してない閑良官に与える軍田などがあった。
科田は18科に分け、15結から150結までの田地が各職給より分配された。
1結の生産能力を20石(約300斗)と算定し、公私田問わず収租権者は1結辺り10分の1にあたる30斗を採り、土地は国有が原則だったので、土地の主は1結辺り2斗を国家に税金として納めるよう規定された。
原則相続は禁止されたが、死んだ官僚の妻（再婚しないことが条件）には「守信田」を, 未成年の遺児には「恤養田」などが支給され、一時的な相続は容認された。

## 支給状況
李氏朝鮮時代の太祖4年(1395年)当時の品階ごとの支給状況は以下のとおり。当時1結＝約10000㎡
- 正一品(大君、政丞)→150結
- 従一品→125結
- 正二品→115結
- 従二品→105結
- 正三品堂上→85結
- 従三品→80結
- 正四品→65結
- 従四品→60結
- 正五品→50結
- 従五品→45結
- 正六品→35結
- 従六品→30結
- 正従七品→25結
- 正従八品→20結
- 正従九品→15結
- 品階無しの官衙、雑業人→10結
- 令、学芸を学ぶ者→5結